# 龜山島
龜山島，又稱龜山嶼，舊稱煙斗嶼、大龜嶼或龜山沙汕，因外型似浮龜而得名。國際海圖名稱為五獅嶼，頭城人常稱為龜島或龜嶼。台灣外海、太平洋中的島嶼，位於蘭陽平原東面的太平洋上一座火山島。東西寬3.1公里，南北長1.6公里，面積2.841平方公里，海岸線長9公里，直線距離台灣本島的梗枋漁港約9.1公里，距離烏石港約10公里。行政區隸屬於宜蘭縣頭城鎮龜山里。
1977年以前，龜山島向來都有人居住，後來中華民國政府為軍事需要，將居民強制遷居至台灣本島，並在大溪里建立仁澤新村以安置遷徙過來的島民。1977年之後，直到現今都沒人定居島上，現在該島由海巡署頭城大隊（岸巡第一大隊、第二大隊）官兵管理。
2000年開始，由於政府提倡觀光，對於解除軍事管制的龜山島，進行了航海登島的生態旅遊體驗，並以抽籤方式管制登島人數。一般遊客團體申請進入龜山島，須於預定登島日前三日至二十日，以網路方式向交通部觀光局東北角暨宜蘭海岸國家風景區管理處提出申請，多由烏石漁港出發。

## 歷史
清代道光年間，即有文字紀龜山島上有人居住，人口一度達到700人，居民以捕魚為生。
1938年5月19日，臺灣總督府交通局鐵道部所屬宜蘭旅行社俱樂部募集龜山島遊覽團，從宜蘭大溪漁港出發，登「見取丸」赴龜山島觀光，除船長、船員兩人還有27名旅客。見取丸在中途不幸翻覆，全船只有4人獲救，廖瓊枝的母親廖珠桂也不幸遇難。後在大溪漁港立有招魂碑。

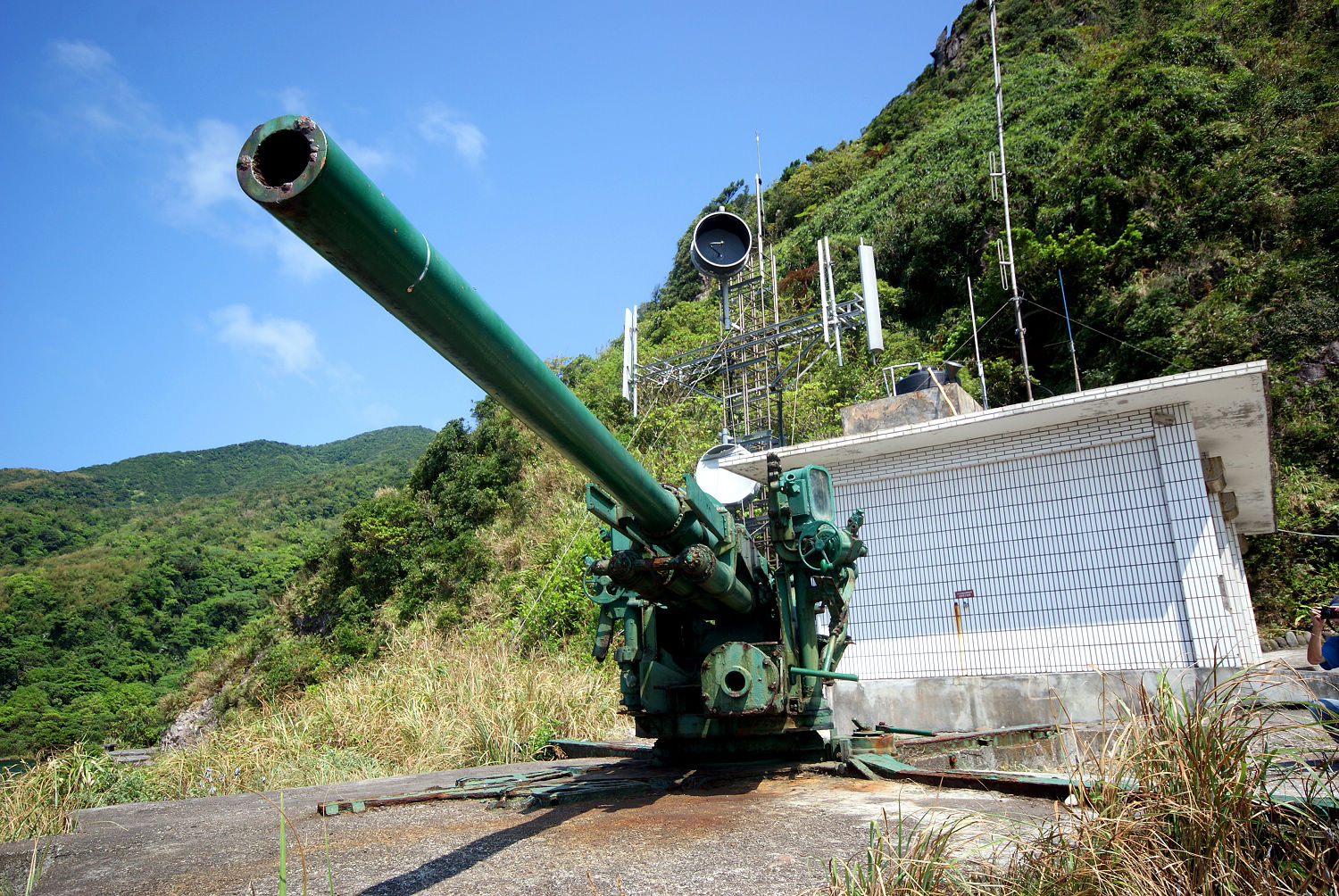
龜山島的M1 90mm海岸砲。

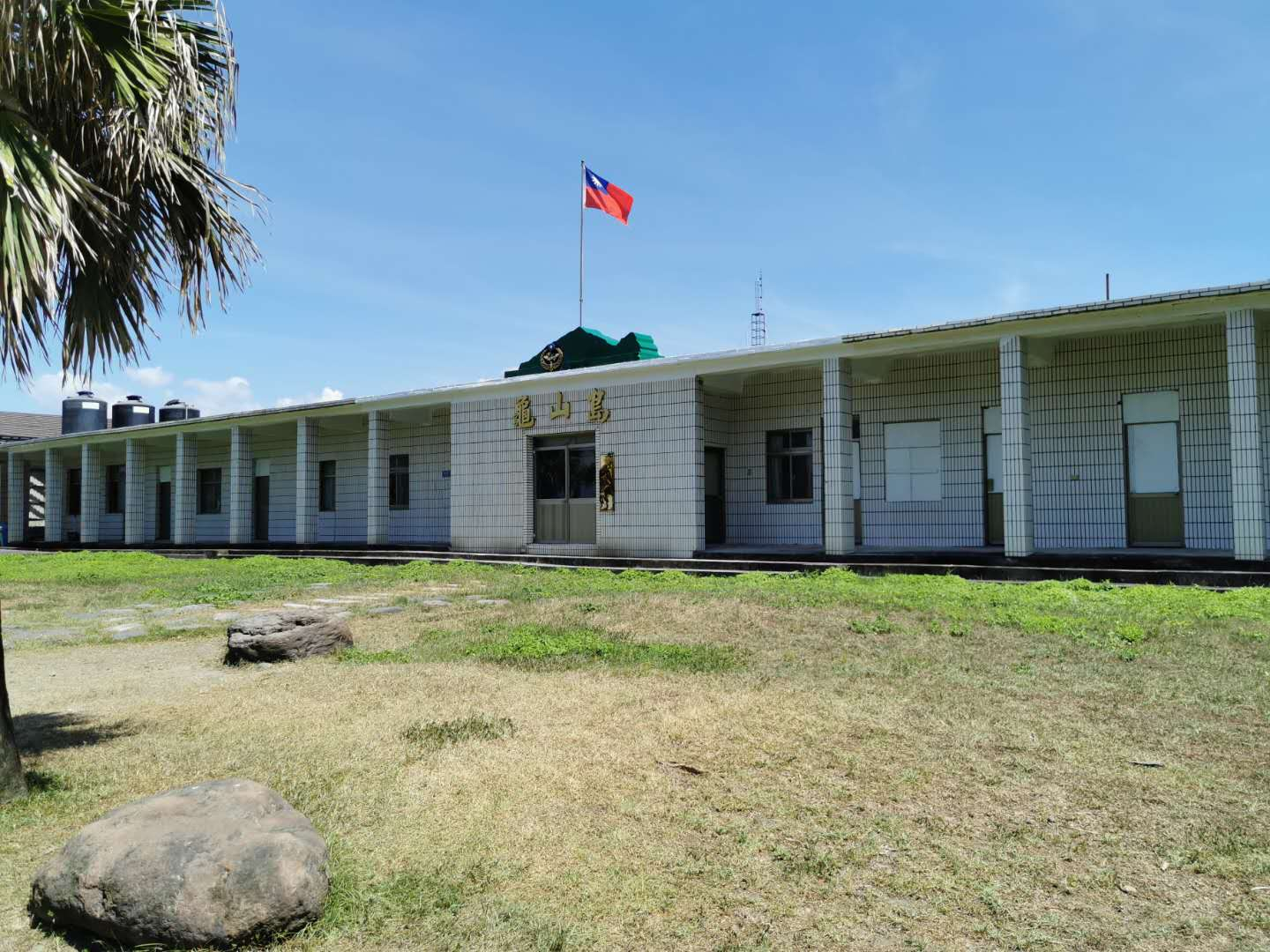
龜山島安檢所。龜山島國民小學遺址。

1974年，由宜蘭縣政府出面向島上村民提議遷村，清空島上住戶後，1977年國防部以軍事需求為由封島，並在島上設置大砲與挖掘軍事坑道。
2015年4月20日，因宜蘭外海發生多起地震，龜山島的龜首位置發生小型崩塌。2024年4月3日，在2024年4月花蓮地震中，龜首再次發生小部分邊坡土石崩塌。

### 軍事管制鬆綁
1987年解嚴後，龜山島觀光案經宜蘭縣政府、頭城鎮公所等單位多年努力，積極推動「龜山島軍事管制」鬆綁，例如於1994年宜蘭縣政府配合「全國文藝季」，舉辦「歸來吧！龜山」，成功促成軍事管制政策鬆綁，讓龜山島原居民得以回島參訪。最終行政院於1999年12月22日重新將龜山島半開放，並且於2000年8月1日正式開放龜山島觀光活動，納入東北角暨宜蘭海岸國家風景區，定位為海上生態公園。為避免自由觀光破壞島上生態，登島前需經申請，限制每日登島人數。目前有航線往來烏石港。

## 地理

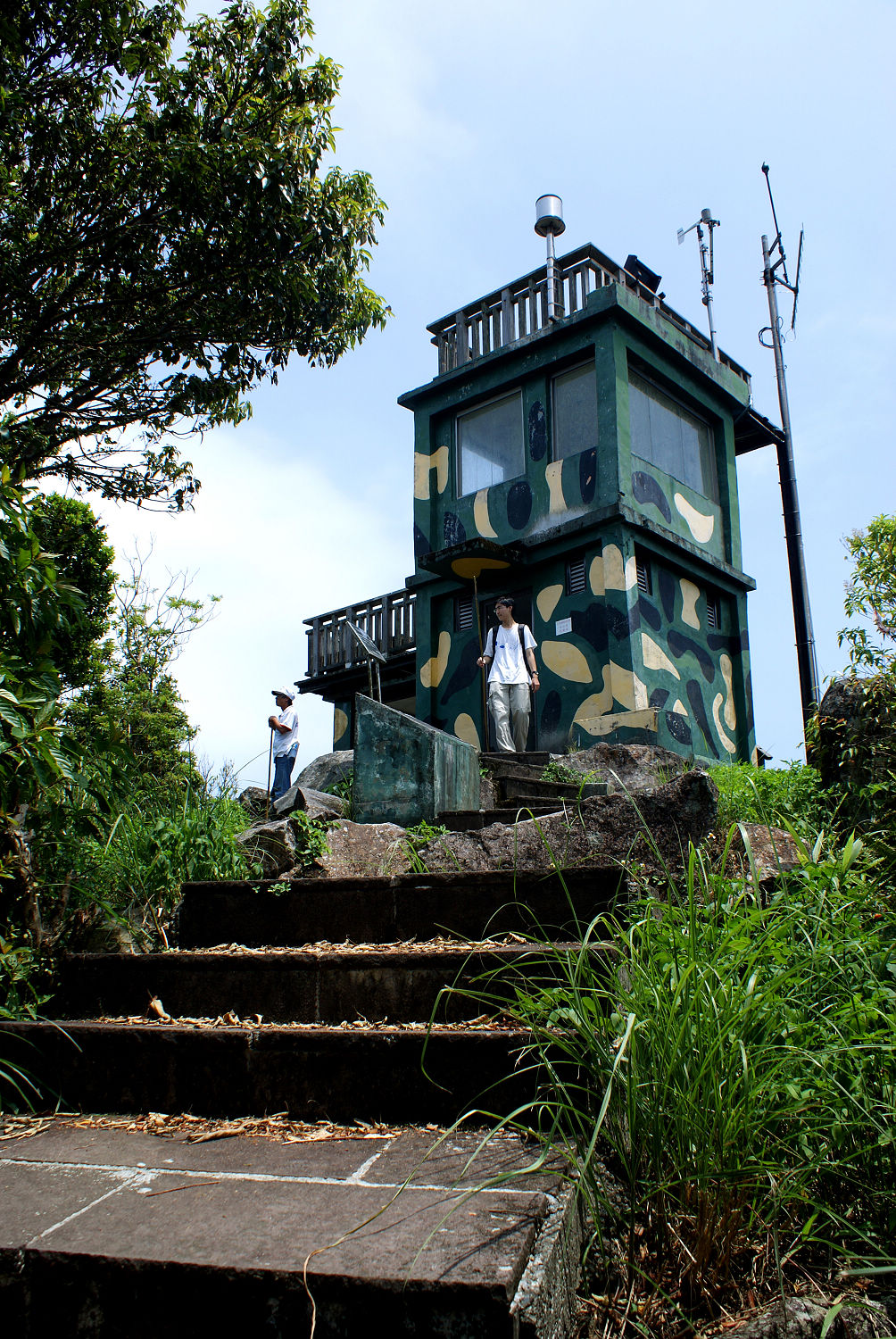
龜山島上最高點「401高地」。

龜山島為火山島地質。目前仍有溫泉及硫氣孔等火山相關活動，屬於活火山，其岩層主要是由安山岩質的熔岩流和火山碎屑岩所分別構成，熱螢光定年結果與地層分析顯示龜山島在過去7000年間至少有4次以上之噴發記錄。島上最高點為龜甲山峰海拔398公尺，加上3米的兩層觀景臺共高401公尺，稱為「401高地」，為台灣離島的第二高山，僅次於蘭嶼紅頭山。另外，緊鄰峭壁的龜首山峰高達239公尺，而龜尾山峰則為141公尺。島上有兩個湖泊，分別為較小的龜首湖（龜潭）和較大的龜尾湖（龜池），另有溫泉、冷泉、海蝕洞、硫氣孔等景觀。特殊動植物生態及海洋資源相當豐富。

### 龜山轉頭
因蘭陽平原海岸線呈現弧形，從宜蘭縣海岸沿線可觀看多樣化的龜山島樣貌，從頭城鎮東北角如石城、大溪一帶觀看，龜山頭的外型形似龜首，從羅東鎮、五結鄉觀看則呈現三角形，形似烏龜轉頭的樣貌，因而出現如「龜山轉頭」等這樣的詞。

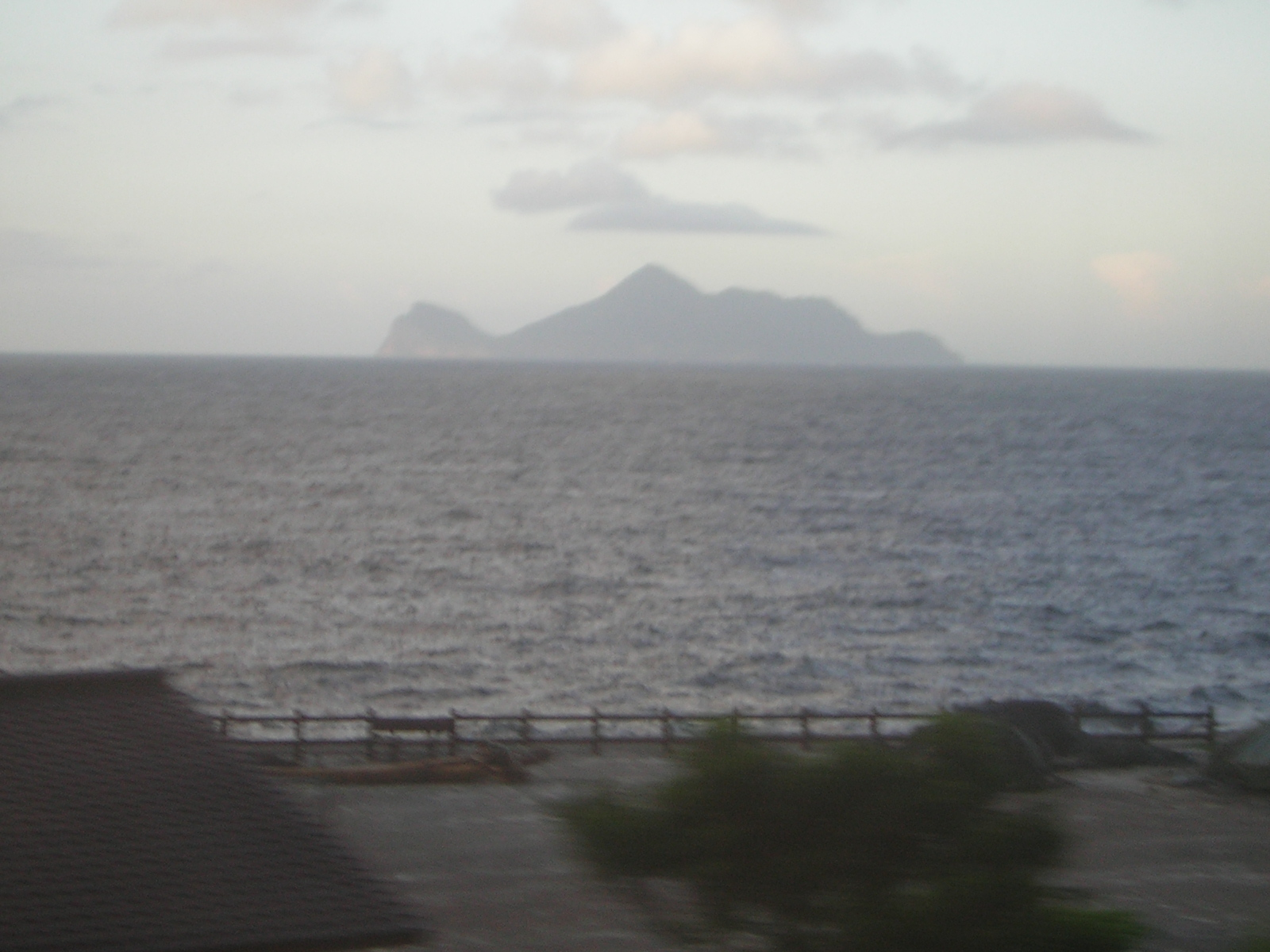
從石城車站眺望
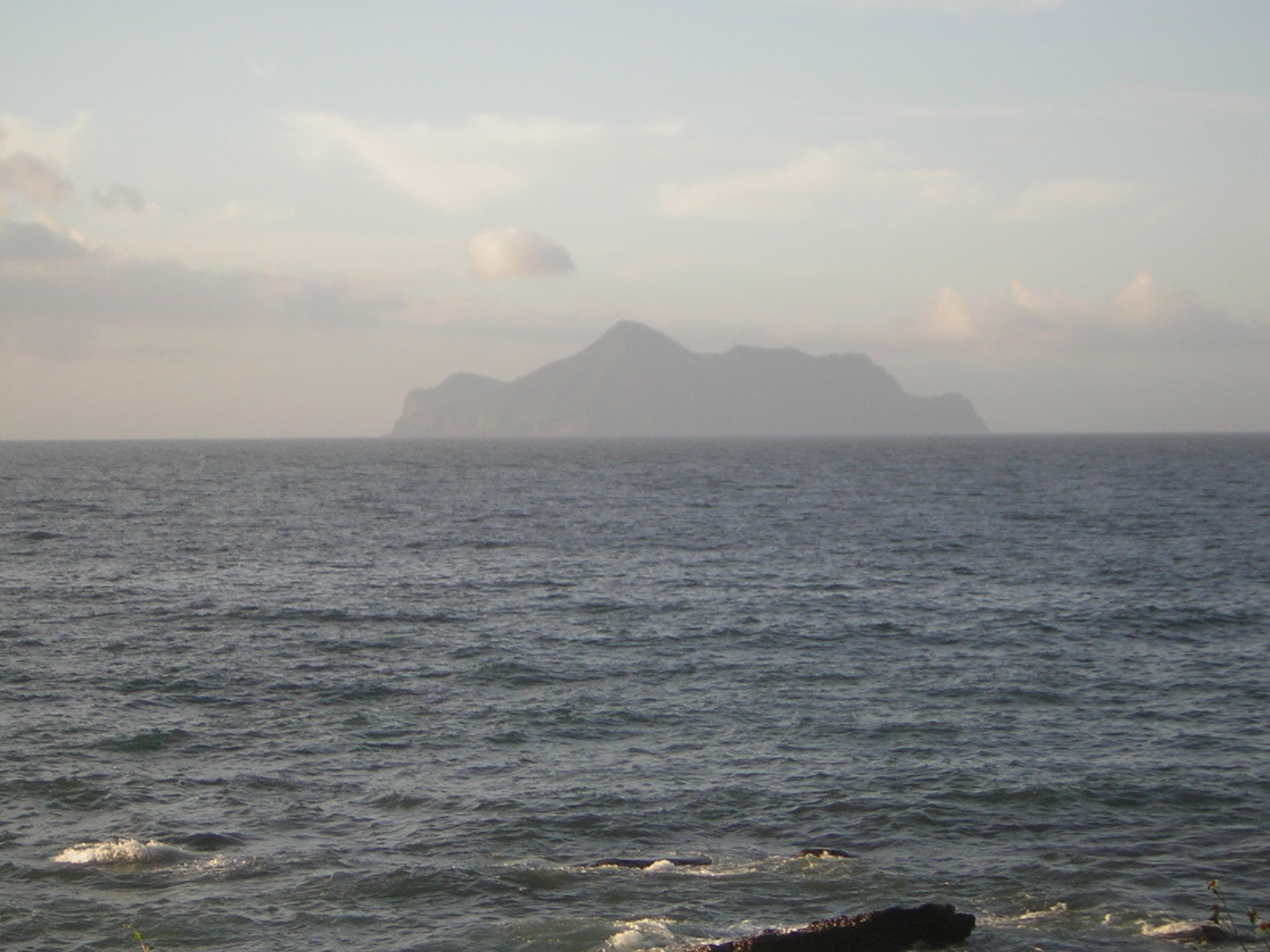
從大溪車站眺望
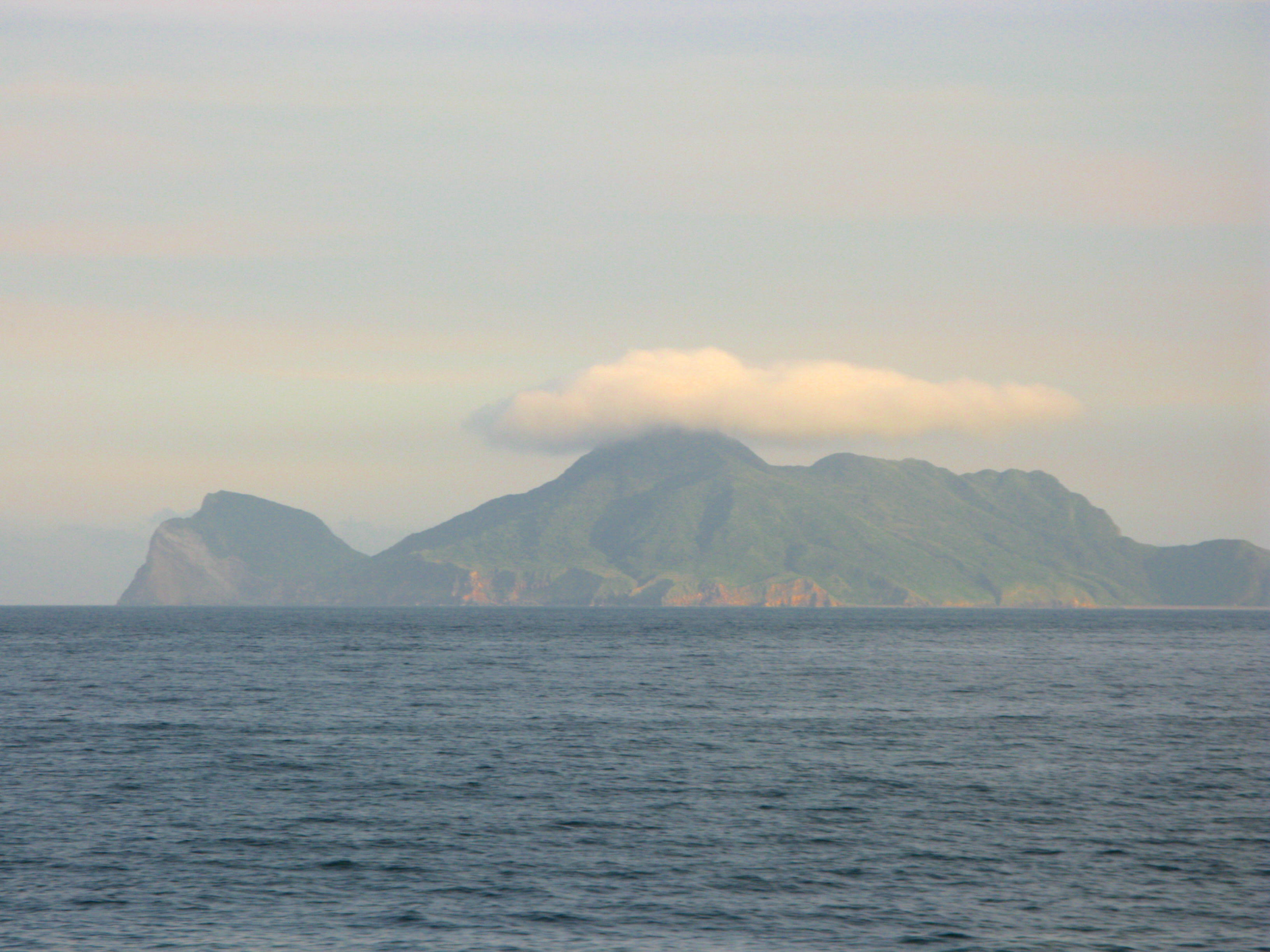
從火車上眺望龜山島

## 旅遊
龜山島目前對於每日登島總人數有限制，三月至十一月，期間週一、週二及週四至週日為一千八百名，週三為五百名。每日登島時間分四時段，每時段登島總人數，週一、週二及週四至週日以四百五十名、週三以一百二十五名為原則。

### 龜山八景
龜山島著名的「龜山八景」，分別是：龜山朝日、神龜戴帽、神龜擺尾、龜島磺煙、龜岩巉壁、龜卵觀奇、眼鏡洞鐘乳石、海底溫泉湧上流。
|          |            |              | 2021年重現 （页面存档备份，存于） |
| 龜山朝日 | 神龜戴帽   | 神龜擺尾     | 龜島磺煙                          |
|          | （已絕景） |              |                                   |
| 龜岩巉壁 | 龜卵觀奇   | 眼鏡洞鐘乳石 | 海底溫泉湧上流                    |

## 相關作品
中文小說
- 徐毅振《風臨火山》

## 外部連結
- 龜山島 交通部觀光局（页面存档备份，存于）
- 龜山島生態旅遊 東北角暨宜蘭國家海岸風景區（页面存档备份，存于）
- 龜山島賞鯨豚 東北角暨宜蘭國家海岸風景區（页面存档备份，存于）
- 龜山島登島申請 - 東北角暨宜蘭海岸國家風景區管理處 （页面存档备份，存于）